# Dschungelglocken
Dschungelglocken (Allamanda), auch Allmande oder Goldtrompeten genannt, sind eine Pflanzengattung innerhalb der Familie der Hundsgiftgewächse (Apocynaceae). Sie sind in der Neotropis verbreitet.

## Beschreibung

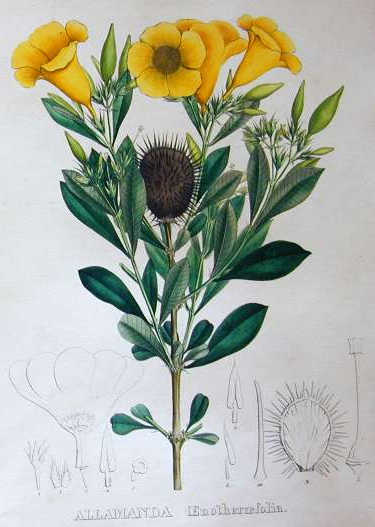
Illustration von Allamanda oenotherifolia

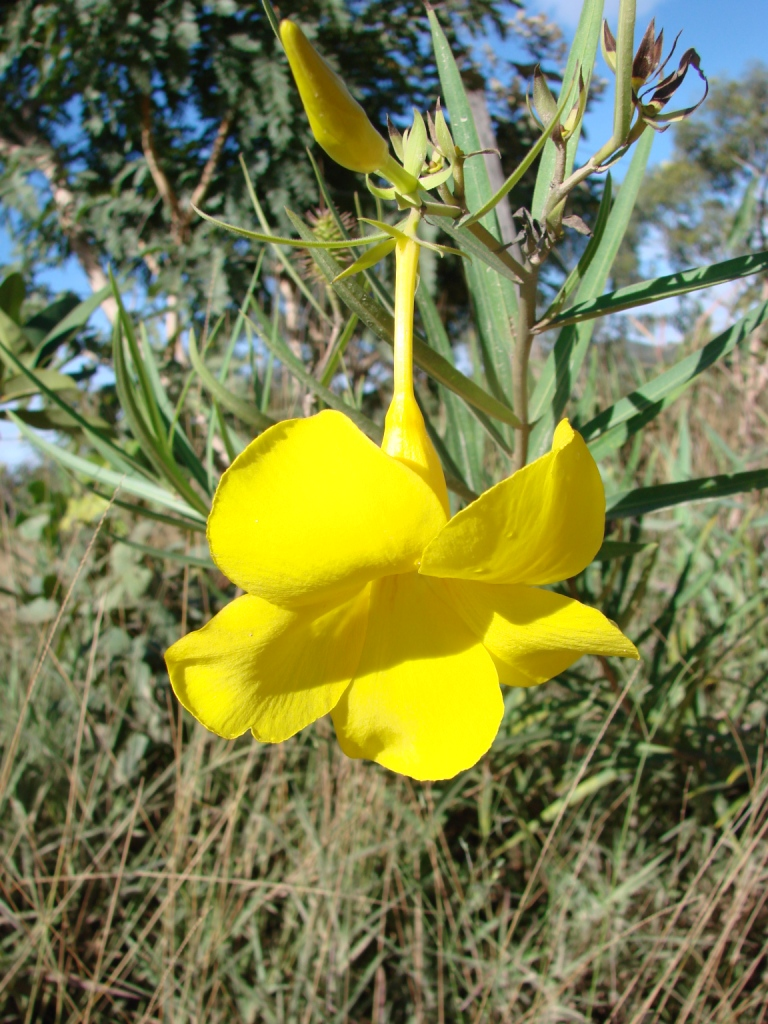
Allamanda angustifolia

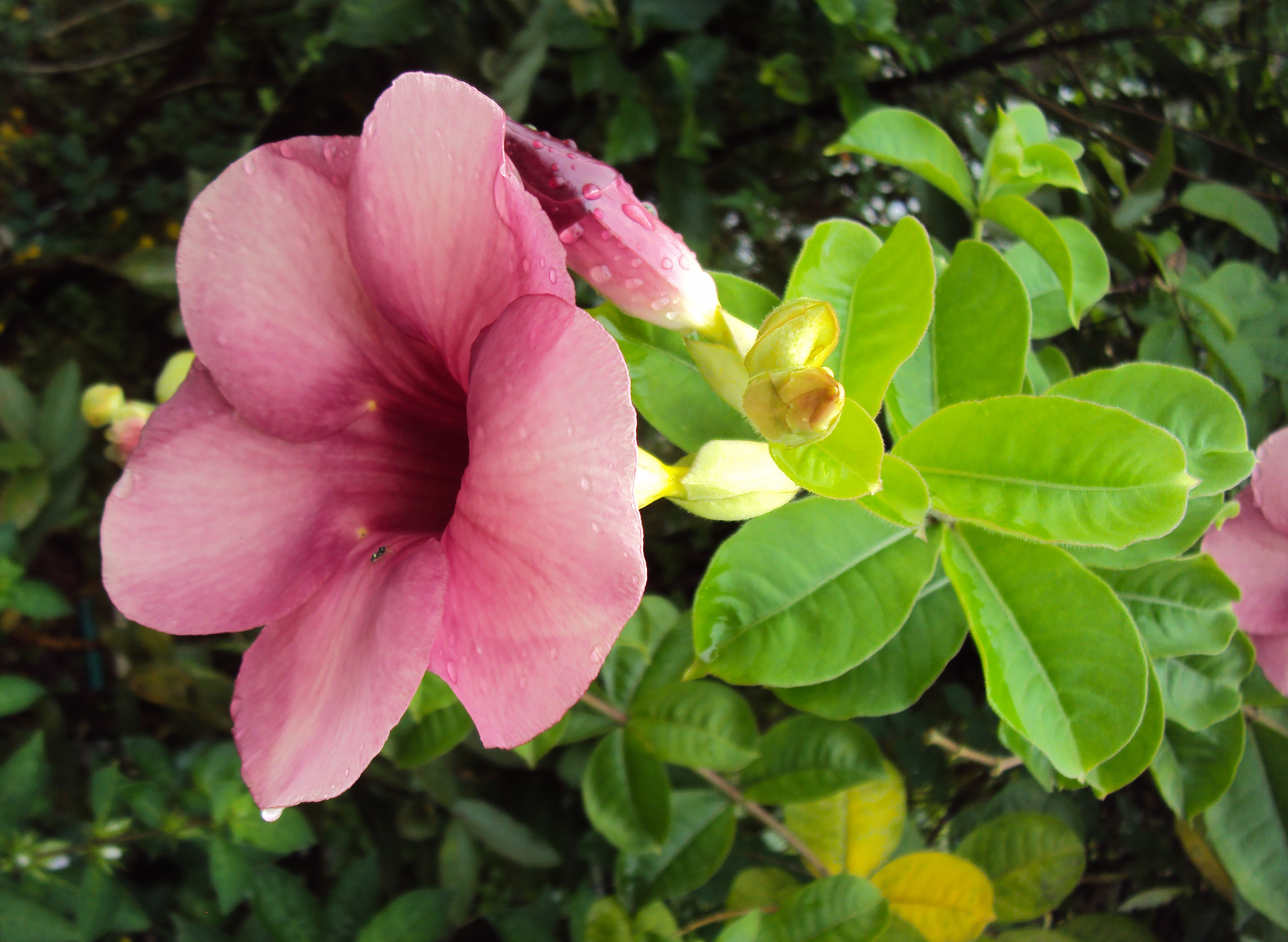
Allamanda blanchetii

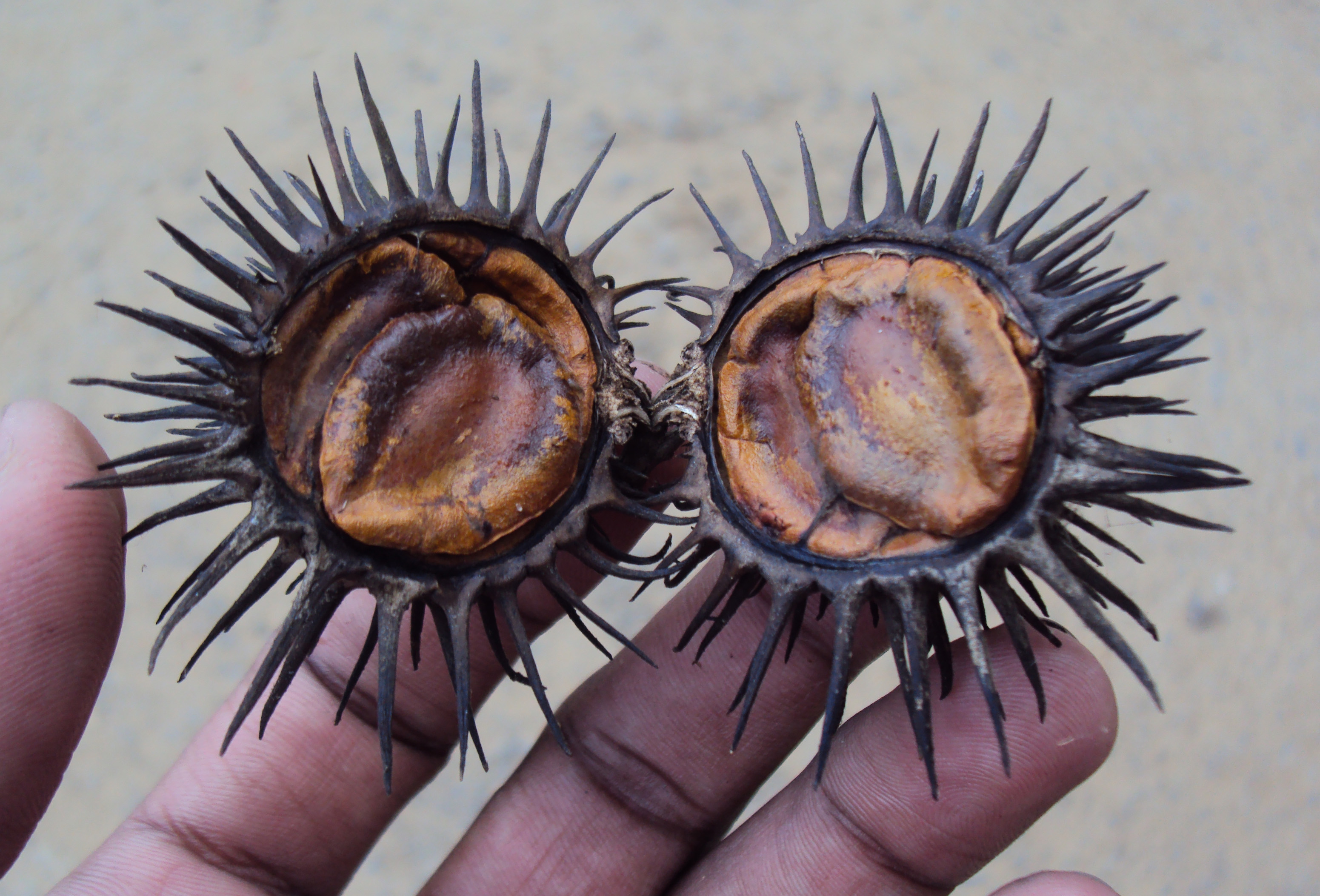
Früchte der Goldtrompete (Allamanda cathartica)

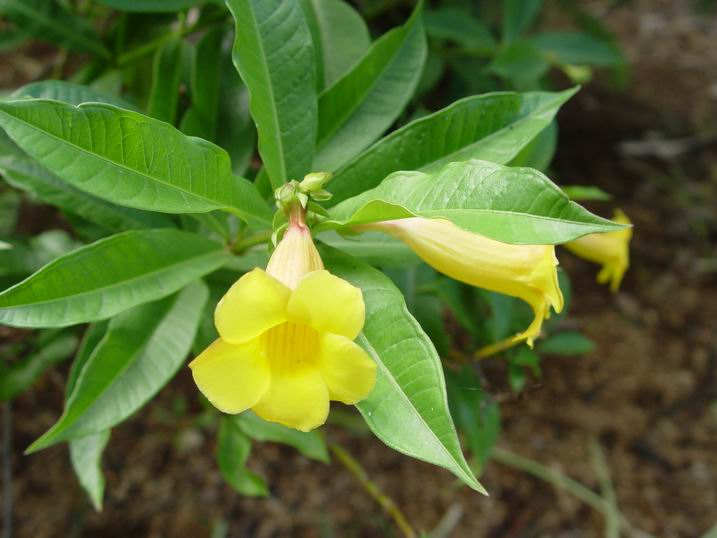
Allamanda schottii

### Vegetative Merkmale
Allamanda-Arten wachsen meist als immergrüne Sträucher, manche Arten klimmen und erreichen Wuchshöhen von bis zu 450 Zentimetern. Es ist giftiger, klarer Milchsaft vorhanden.
Die glänzenden Laubblätter befinden sich in Wirteln an den weichen Sprossachsen.

### Generative Merkmale
Typisch für die Arten ist die Ausbildung farbenprächtiger, großer, mehrheitlich gelber Blüten. Die Kronblätter sind verwachsen.

## Systematik
Die Gattung Allamanda wurde 1771 durch Carl von Linné in Mantissa Plantarum Altera. Generum editionis VI & specierum editionis II. Holmiae 146 aufgestellt. Typusart ist Allamanda cathartica L. Der Gattungsname Allamanda ehrt den Schweizer Arzt und Botaniker Frédéric-Louis Allamand (1736 - 1809).
Je nach Autor gibt es in der Gattung Allamanda 12 bis 30 Arten:
- Allamanda angustifolia Pohl: Sie kommt im westlich-zentralen Brasilien vor.[4]
- Allamanda blanchetii A.DC.: Sie kommt im nordöstlichen Brasilien vor.[4]
- Allamanda calcicola Souza-Silva & Rapini: Sie wurde 2009 erstbeschrieben und kommt in den brasilianischen Bundesstaaten südwestliches Bahia und nördliches Minas Gerais vor.[4]
- Goldtrompete (Allamanda cathartica) L. (Syn.: Allamanda aubletii Pohl): Sie ist in der Neotropis von Honduras bis Brasilien verbreitet.[4]
- Allamanda doniana Müll.Arg.: Sie kommt in Venezuela und vom nördlichen bis nordöstlichen Brasilien vor.[4]
- Allamanda laevis Markgr.: Sie kommt in den brasilianischen Bundesstaaten Bahia und Minas Gerais vor.[4]
- Allamanda martii Müll.Arg.: Sie kommt im östlichen Brasilien vor.[4]
- Allamanda nobilis T.Moore: Sie kommt von Venezuela bis ins nördliche Brasilien vor.[4]
- Allamanda oenotherifolia Pohl: Sie kommt im westlich-zentralen und im südöstlichen Brasilien vor.[4]
- Allamanda polyantha Müll.Arg.: Sie kommt in den brasilianischen Bundesstaaten Minas Gerais und Espírito Santo vor.[4]
- Allamanda puberula A.DC.: Sie kommt in Brasilien vor.[4]
- Allamanda schottii Pohl (Syn.: Allamanda cathartica var. schottii (Pohl) L.H.Bailey & Raffill): Sie kommt ursprünglich in Französisch-Guayana und vom südlichen und südöstlichen Brasilien bis zum argentinischen Corrientes vor.[4]
- Allamanda setulosa Miq.: Dieser Endemit kommt nur in Suriname vor.[4]
- Allamanda thevetifolia Müll.Arg.: Sie kommt vom östlichen Kolumbien bis zum südlichen Venezuela vor.[4]

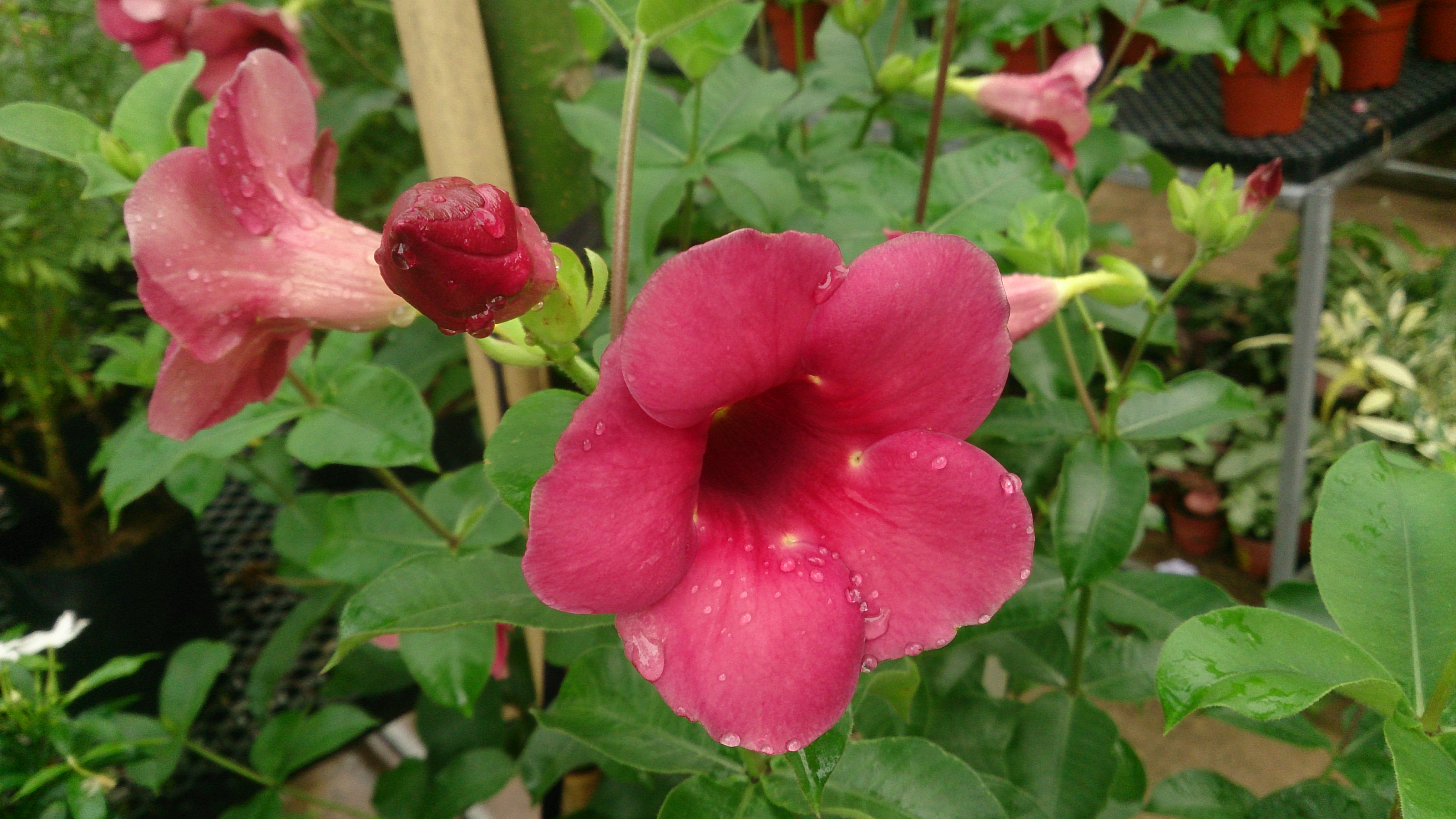
Allamanda Sorte ‘Red Wine’

- Allamanda weberbaueri Markgr.: Sie kommt in Peru vor.[4]

## Nutzung
Dschungelglocken werden in den gemäßigten Gebieten gelegentlich als Zierpflanzen für Zimmer beziehungsweise Wintergarten verwendet. Manche Arten stellen allerdings hohe Ansprüche an die Luftfeuchtigkeit und gedeihen am besten im Gewächshaus. Für eine Verwendung in der Wohnung sind nur Zuchtformen geeignet.